# Neuroradiologie
Die Neuroradiologie ist ein Teilgebiet der Radiologie und damit der Medizin. Ziel ist die Darstellung und Beurteilung des Nervensystems mit Bildgebungsverfahren, unter anderem Magnetresonanztomographie (MRT), Computertomographie (CT) und Sonographie. Ferner werden Methoden der interventionellen Radiologie eingesetzt.
Laut Weiterbildungsordnung ist die Neuroradiologie eine Schwerpunktkompetenz, die Fachärzte für Radiologie erlangen können. In der Regel ist die volle Weiterbildung nur an Universitätskliniken oder größeren Krankenhäusern zu erlangen.

## Diagnostik
- Röntgenuntersuchungen
- Computertomographie (CT)
  - Schädelbasis-CT (CCT)
  - CT-Angiographie (Kopf- und Hals)
  - CT-Perfusion (Schlaganfall, Tumoren)
  - Felsenbein-CT und Virtuelle Otoskopie
- Kernspintomographie (MRI: magnetic resonance imaging / MRT: Magnetresonanztomographie)
  - Diffusionsbildgebung
  - Perfusionsbildgebung
  - Funktionelle Magnetresonanztomographie (fMRT)
  - Diffusion Tensor Imaging und Traktographie
  - Magnetresonanzspektroskopie
- Angiographie
- Sonographie (Ultraschall)
- Myelographie

## Interventionen in der Neuroradiologie
Das therapeutische Spektrum der Neuroradiologie umfasst u. a. die Erweiterung von hämodynamisch relevanten Gefäßstenosen (z. B. der A. carotis interna), die Rekanalisation von Gefäßverschlüssen (z. B. Basilaristhrombose) sowie den Verschluss von Gefäßmissbildungen mit Blutungsrisiko durch Coiling oder andere Embolisate.

## Ausbildung

### Facharzt für Radiologie - Schwerpunkt Neuroradiologie
Um in Deutschland als Neuroradiologe/Neuroradiologin tätig werden zu können, muss nach Abschluss einer Weiterbildung zum Facharzt für Radiologie eine mindestens 24 Monate umfassende Schwerpunktweiterbildung in Neuroradiologie mit Erfolg absolviert werden.

## Fachgesellschaft
Die Deutsche Gesellschaft für Neuroradiologie (DGNR) ist die deutsche medizinische Fachgesellschaft für neurologische Themen innerhalb der diagnostischen und interventionellen Radiologie. Die Geschäftsstelle der Fachgesellschaft sitzt in Berlin. Präsident der Gesellschaft ist derzeit Peter Schramm, Direktor des Instituts für Neuroradiologie am Universitätsklinikum Schleswig-Holstein  Campus Lübeck (Stand: Oktober 2024).
Die DGNR hat als Satzungsziel die Förderung der Neuroradiologie in Praxis, Technik, Forschung und Lehre, in enger Zusammenarbeit mit den Nachbarfächern. In diesem Rahmen veranstaltet die Gesellschaft wissenschaftliche Tagungen zur Förderung des nationalen und internationalen wissenschaftlichen Austausches über neue Forschungsergebnisse und Behandlungsmethoden auf dem Gebiet der Neuroradiologie. Die Jahrestagung der DGNR findet unter dem Namen neuroRAD im Herbst statt.
Die Förderung wissenschaftlicher Forschung auf dem Gebiet der Neuroradiologie erfolgt unter anderem durch die Auszeichnung herausragender wissenschaftlicher Leistungen. Dazu werden der Ziedses-des-Plantes-Preis sowie der Kurt-Decker-Preis verliehen. Speziell zur Förderung des wissenschaftlichen Nachwuchses wird der Marc-Dünzl-Preis verliehen.
Ein weiterer Schwerpunkt der Gesellschaftsarbeit ist die Weiterbildung von Fachärzten und wissenschaftlichem Personal auf dem Gebiet der Neuroradiologie, insbesondere durch Information über Forschungsergebnisse sowie die Einführung in neue medizinische Techniken und Behandlungsmethoden.

## Nachbardisziplinen
- Neurologie
- Neurochirurgie
- Neuropädiatrie
- Psychiatrie
- Orthopädie
- Innere Medizin
- Hals-, Nasen-, Ohrenheilkunde (HNO)
- MKG-Chirurgie
- Ophthalmologie (Augenheilkunde)